# Зайцев, Григорий Титович
Григо́рий Ти́тович За́йцев (1 октября 1902 — 25 января 1990) — советский дипломат. Чрезвычайный и полномочный посол.

## Биография
Родился в д. Черноусово Чернского района Тульской области. С 1923 по 1926 годы служил в РККА. Член ВКП(б). Окончил Московский институт востоковедения (1930) и Институт красной профессуры (1938). До войны работал научным сотрудником в Госплане СССР. В июле 1941 года с присвоением звания старшего батальонного комиссара направлен на должность военкома 14-й воздушно-десантной бригады. С 15 декабря 1942 по 16 июня 1943 года в звании подполковника возглавлял политотдел 2-й гвардейской воздушно-десантной дивизии. Вышел в отставку в звании полковника 20 апреля 1955 года.
- В 1944 году — заместитель заведующего Средневосточным отделом НКИД СССР.
- С 29 ноября 1944 по 20 января 1949 года — чрезвычайный и полномочный посланник СССР в Ираке[5].
- В 1949 году — заместитель заведующего Средневосточным отделом МИД СССР.
- С 14 декабря 1949 по 29 июля 1953 года — чрезвычайный и полномочный посол СССР в Нидерландах[6].
- В 1953—1956 годах — заведующий Отделом стран Ближнего и Среднего Востока МИД СССР.
- В 1956—1958 годах — заведующий Отделом стран Ближнего Востока МИД СССР.
- С 31 июля 1958 по 15 октября 1961 года — чрезвычайный и полномочный посол СССР в Ираке[7].
- В 1961—1963 годах — заведующий Отделом стран Среднего Востока МИД СССР.
- С 4 июня 1963 по 3 января 1967 года — чрезвычайный и полномочный посол СССР в Иране[8].
- В 1968—1969 годах — на ответственной работе в центральном аппарате МИД СССР.Дж. Виссер выражает соболезнования советскому послу Зайцеву 6 марта 1953 года в связи со смертью Сталина

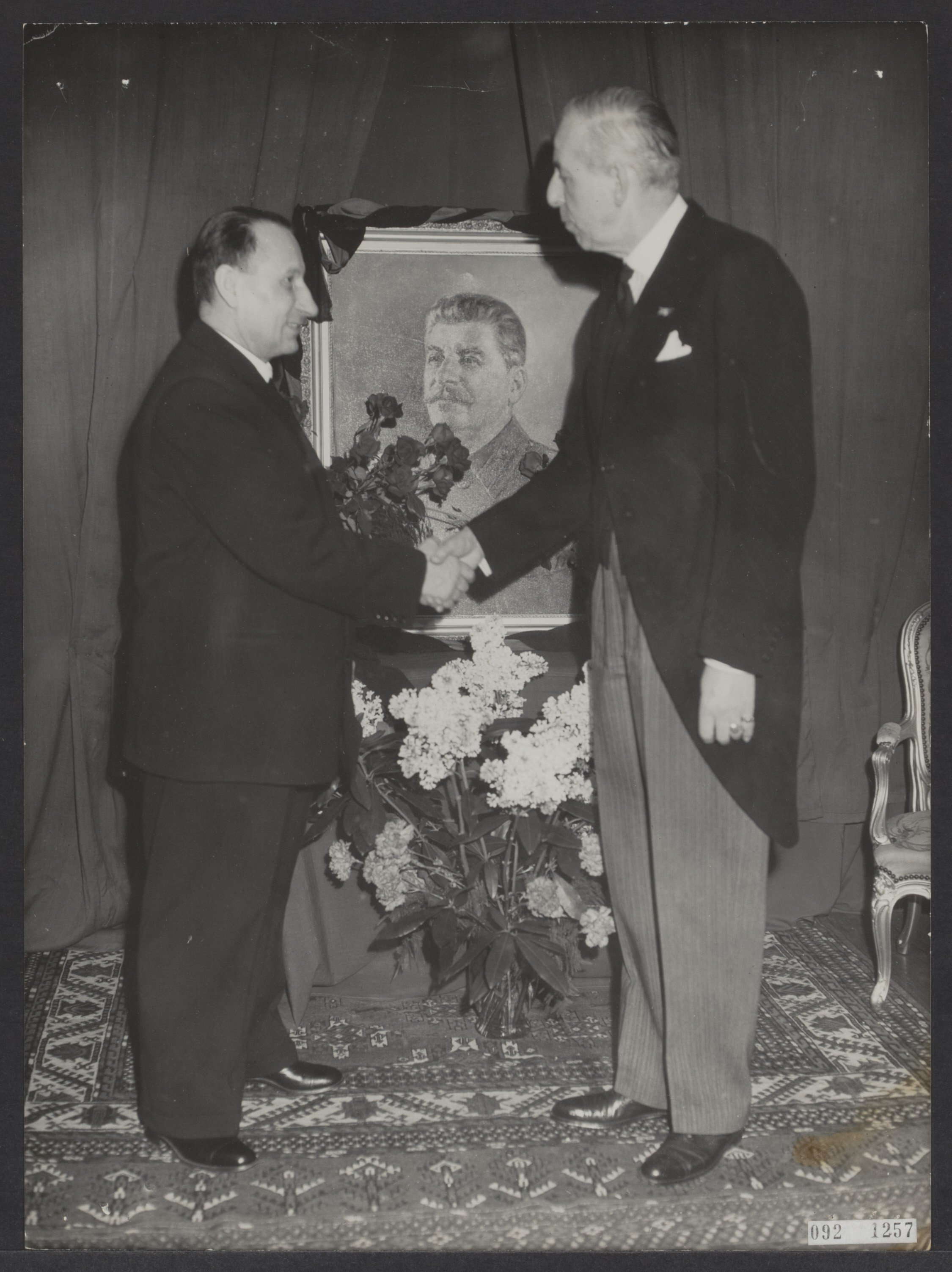
Дж. Виссер выражает соболезнования советскому послу Зайцеву 6 марта 1953 года в связи со смертью Сталина

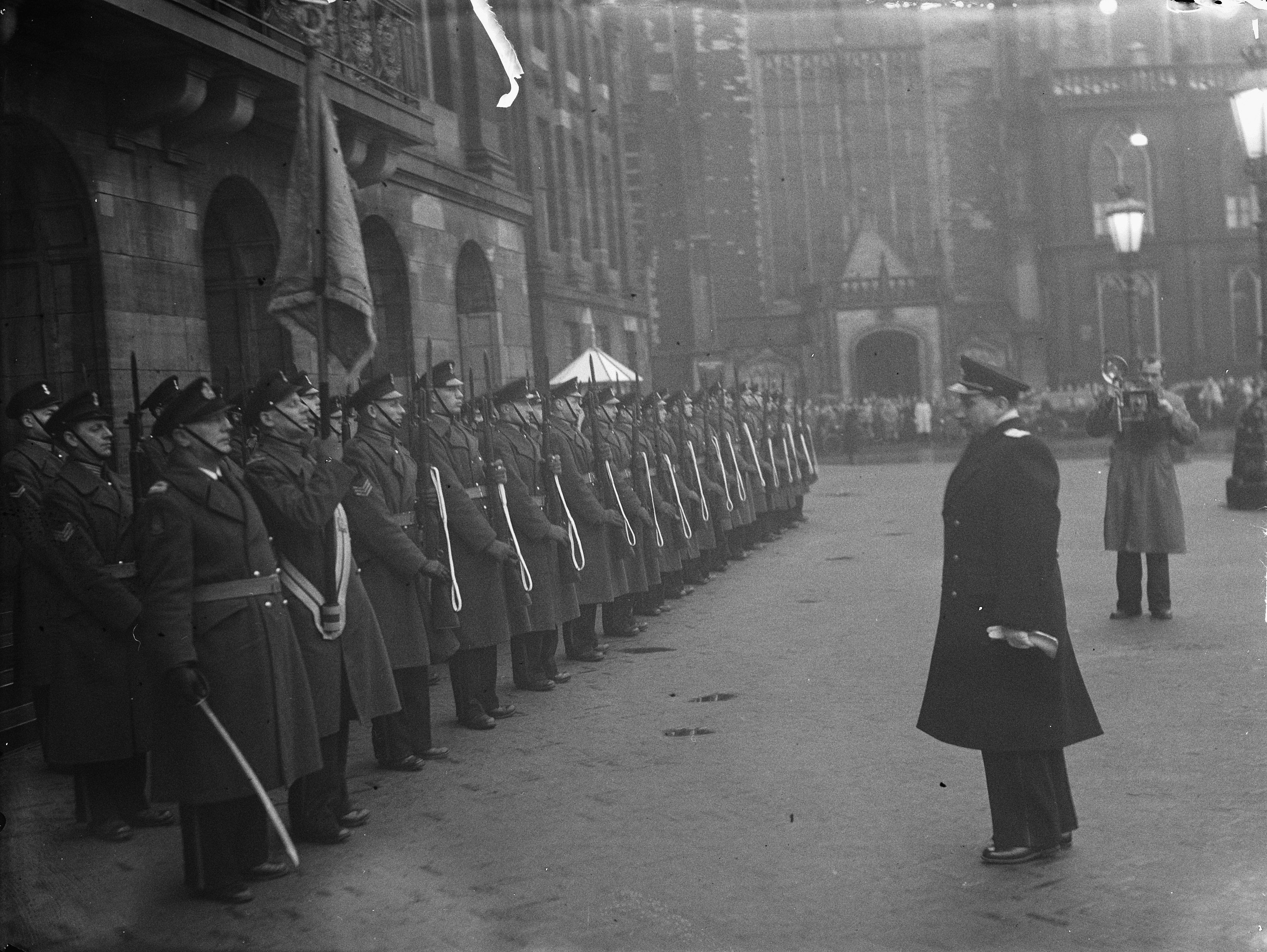
Советский посол Зайцев в Нидерландах 17 января 1951 г.